# Cratere Galilaei (Marte)
Galilaei è un cratere sulla superficie di Marte.
Il cratere è dedicato all'astronomo italiano Galileo Galilei.